# Pteris concinna
Pteris concinna är en kantbräkenväxtart som beskrevs av Hew. Pteris concinna ingår i släktet Pteris och familjen Pteridaceae. Inga underarter finns listade.